# 巴特勒 (印地安納州)
巴特勒（英語：Butler）是一個位於美國印地安納州迪卡爾布縣的城市。

## 地理
巴特勒的座標為41°25′49″N 84°52′19″W / 41.43028°N 84.87194°W，而該地的平均海拔高度為240米（即787英尺）。

## 人口
根據2010年美國人口普查的數據，巴特勒的面積為5.12平方千米，當中陸地面積為5.12平方千米，而水域面積為0.00平方千米。當地共有人口2,684人，而人口密度為每平方千米524.22人。